# Agrelo (Noya)
Agrelo es un Lugar del municipio de Noya, en la provincia de La Coruña, España. Está situada en la parroquia de Roo.
En 2021 tenía una población de 24 habitantes (10 hombres y 14 mujeres). Está situada a 67 metros de altitud a 3,6 kilómetros de la capital del municipio. Las localidades más cercanas son A Igrexa y Paradela